# Мамайко, Иван Андреевич
Ива́н Андре́евич Мама́йко (бел. Іван Андрэевіч Мамайка, Велемичи, Столинский район, Брестская область, Белорусская ССР, СССР, 12 апреля 1974) — белорусский Государственный деятель. Полковник милиции. Кандидат исторических наук.

## Биография
Родился Иван 12 апреля 1974 года в агрогородке Велемичи, что находится в Столинском районе Брестской области. Родился он в многодетной семье где родители — крестьянины, работавшие в колхозе. Помимо Ивана в семье было ещё три брата а также сестра. В детстве учился в белорусской школе.
Окончил Брестский государственный университет имени А. С. Пушкина, Могилевский колледж Министерства внутренних дел Республики Беларусь, магистратуру Академии Министерства внутренних дел Республики Беларусь, Академию управления при Президенте Республики Беларусь, аспирантуру Республиканского института высшей школы.
С 1996 по 2009 года проходил службу на различных должностях в рядах органов внутренних дел Республики Беларусь. С 2009 по 2014 год занимал должности первого заместитель начальника Столбцовского районного отдела внутренних дел а также начальник криминальной милиции. До назначения на должность депутата занимал должность начальника Столбцовского районного отдела внутренних дел.
Избирался депутатом Минского областного Совета депутатов и Столбцовского районного Совета депутатов 26-го и 27-го созывов.
Является депутатом Палаты представителей Национального собрания Беларуси VII созыва. Округ: Столбцовский № 70. Помощник депутата: Олег Евгеньевич Тулейко.
Проживает в Столбцах.

## Депутат Палаты представителей

### VII созыв (с 6 ноября 2019)
Во время функционирования Палаты представителей VII созыва является членом Постоянной комиссии по национальной безопасности.
Законопроекты:
- "Об изменении Закона Республики Беларусь «Об оперативно-розыскной деятельности»;
- «Об изменении законов по вопросам обеспечения национальной безопасности Республики Беларусь»;
- «Об изменении законов по вопросам профилактики правонарушений»;
- «Об изменении законов по вопросам борьбы с коррупцией».

## Выборы
| Кандидат                    | Кандидат                       | Субъект выдвижения                                  | Голосов | %     |
| --------------------------- | ------------------------------ | --------------------------------------------------- | ------- | ----- |
|                             | Мамайко Иван Андреевич         | Беспартийный                                        | 32 904  | 68,05 |
|                             | Лысенков Николай Николаевич    | Белорусская социал-демократическая партия (Грамада) | 6 336   | 13,10 |
|                             | Матюшичев Александр Михайлович | Либерально-демократическая партия                   | 2 236   | 4,62  |
| Против всех                 | Против всех                    | Против всех                                         | 6 280   |       |
| Недействительных бюллетеней | Недействительных бюллетеней    | Недействительных бюллетеней                         | 599     |       |
| Всего                       | Всего                          | Всего                                               | 60 513  | 100   |
| Явка избирателей            | Явка избирателей               | Явка избирателей                                    | 48 355  | 79,91 |

## Награды
- Медали «За безупречную службу»[бел.] I, II и III степеней;
- Почетная Грамота Национального собрания Республики Беларусь;
- Почетная Грамота ПА ОБСЕ;
- Высшая награда Министра внутренних дел Республики Беларусь — холодное оружие (кортик)[3];
- Почетная Грамота МВД Республики Беларусь.

## Личная жизнь
Женат, воспитывает сына. Никита (так зовут сына) учится в Белорусском государственном экономическом университете на факультете права.